# Rüdershausen
Rüdershausen település Németországban, azon belül Alsó-Szászország tartományban. Lakosainak száma 827 fő (2023. december 31.). Rüdershausen Duderstadt és Obernfeld községekkel határos.

## Népesség
A település népességének változása:
| Lakosok száma | 821  | 799  | 811  | 809  | 814  | 827  |
|               | 2016 | 2017 | 2019 | 2021 | 2022 | 2023 |